# Federación Española de Deportes para Ciegos
La Federación Española de Deportes para Ciegos es el órgano rector en España para el deporte de ciegos. 
Es una de las cinco organizaciones de discapacitados que forman parte del Comité Paralímpico Español. Antes de su creación, en 1995, el deporte para ciegos en España se regía por la Federación Española de Deportes de Personas con Discapacidad Física y la Organización Nacional de Ciegos Españoles (ONCE).
Su presidente es Ángel Luis Gómez.